# Microeca
Microeca är ett fågelsläkte i familjen sydhakar inom ordningen tättingar: Efter genetiska studier omfattar släktet numera vanligen endast tre till fyra arter som förekommer från Tanimbaröarna till Nya Guinea och Australien:
- Tanimbarflugskvätta (M. hemixantha)
- Brun flugskvätta (M. fascinans)
- Citronbukig flugskvätta (M. flavigaster)
  - "Kimberleyflugskvätta" (M. [f.] tormenti) – urskiljs som egen art av bl.a. BirdLife International

Arter som tidigare (och i viss mån fortfarande) placerades i släktet:
- Kanarieflugskvätta (Devioeca flaviventris)
- Gulbent flugskvätta (Kempiella griseoceps)
- Olivflugskvätta (Kempiella flavovirescens)
- Gulbukig flugskvätta (Cryptomicroeca flaviventris)